# 天福 (日本)
天福 (てんぷく、旧字体：天福󠄁)は、日本の元号の一つ。貞永の後、文暦の前。1233年から1234年までの期間を指す。この時代の天皇は四条天皇。鎌倉幕府将軍は藤原頼経、執権は北条泰時。

## 改元
- 貞永2年4月15日（ユリウス暦1233年5月25日）：改元。
- 天福2年11月5日（ユリウス暦1234年11月27日）：文暦に改元。

## 天福期におきた出来事
2年
- 5月20日：仲恭天皇崩御。
- 8月6日：後堀河上皇崩御。

## 西暦との対照表
※は小の月を示す。
| 天福元年（癸巳） | 一月      | 二月※ | 三月 | 四月 | 五月※ | 六月※ | 七月  | 八月※ | 九月  | 十月※ | 十一月  | 十二月※  |
| ---------------- | --------- | ----- | ---- | ---- | ----- | ----- | ----- | ----- | ----- | ----- | ------- | -------- |
| ユリウス暦       | 1233/2/11 | 3/13  | 4/11 | 5/11 | 6/10  | 7/9   | 8/7   | 9/6   | 10/5  | 11/4  | 12/3    | 1234/1/2 |
| 天福二年（甲午） | 一月      | 二月※ | 三月 | 四月 | 五月※ | 六月  | 七月※ | 八月  | 九月※ | 十月  | 十一月※ | 十二月   |
| ユリウス暦       | 1234/1/31 | 3/2   | 3/31 | 4/30 | 5/30  | 6/28  | 7/28  | 8/26  | 9/25  | 10/24 | 11/23   | 12/22    |